# El gran rugit
El gran rugit (títol original: Roar) és una pel·lícula dramàtica estatunidenca de Noel Marshall, estrenada l'any 1981.Ha estat doblada al català.

## Argument
Madeleine porta els seus fills a la jungla africana per anar a veure el seu marit Hank, del qual fa molt de temps que està separada. Hank és un científic excèntric que sempre ha lluitat per la defensa d'espècies en perill.

## Repartiment
- Tippi Hedren: Madeleine
- Noel Marshall: Hank
- Rick Glassey: Rick
- Melanie Griffith: Melanie
- Jerry Marshall: Jerry
- John Marshall: John
- Kyalo Mativo: Mativo
- Steve Miller: Prentiss
- Frank Tom: Frank
- Zakes Mokae: Un membre del comitè

## Producció
Aquesta pel·lícula es va estrenar l'any 1981 després de 6 anys de rodatge emmarcat pel cap operador Jan De Bont.
Amb la finalitat de realitzar aquesta pel·lícula, Tippi Hedren compra un ranxo a prop de Los Angeles.
Era més que perillós cridar diversos domadors per posar en escena les feres i els actors, perquè és molt perillós barrejar animals que no es coneixen pas, i que no han estat criats pel mateix domador. Aquesta situació va dur Tippi Hedren a una altra opció: reuneix diferents feres tot permetent-les anar i venir com els sembla, i planta arbres sobre el model de casa que havia vist a Àfrica. Va reunir 200 feres africanes i asiàtiques.
El rodatge comença a principis del 1974 i s'acabaria el 1980. Es tractaria del rodatge més llarg de la història.[ref. necessària]
La premsa va anomenar aquesta pel·lícula « la pel·lícula més perillosa de la història del cinema ».
Però l'èxit de la pel·lícula va ser molt mediocre, i les feres van tenir sempre la necessitat d'estar cuidades.

### Els elefants d'Àfrica en el rodatge
Timbo és un elefant mascle que ve d'un zoo que ha tancat. Va ser el primer reclutat per Tippi Hedren. 6 mesos més tard, Kurah l'elefanta femella, arriba i baixa tímidament del camió. Els elefants no destaquen per la seva confiança, Timbo va a la trobada de Kurah, i la carícia de la trompa per manifestar la seva aprovació. Després d'haver-hi portat una investigació, Timbo i Kurah havíen vingut d'Àfrica en el mateix vaixell, i ha calgut esperar 20 anys perquè es trobessin.

### Shambala, la reserva dels animals salvatges
Shambala, que vol dir lloc de pau i d'harmonia per tots, és un refugi des de fa més de 30 anys per les feres. Alguns venen de zoos que han tancat, altres comprats per particulars, a continuació abandonats. Troben asil aquí com les feres de Michael Jackson, hi acabaran la seva vida.
Shambala va ser dirigida per Tippi Hedren.
Des del final del rodatge de la pel·lícula El gran rugit, els felins de la pel·lícula van tenir una vida feliç.